# Біляна Гутіч-Бєліца
Біляна Гутіч-Бєліца (Biljana Gutić-Bjelica / г-ђа Биљана Гутић-Бјелица) — боснійська дипломатка. Надзвичайний і Повноважний Посол Боснії і Герцеговини в Україні за сумісництвом (з 2021).

## Життєпис
Посол Біляна Гутич-Бєліца народилася в місті Мостар, де в 1991 році закінчила середню школу «Алекса Шантіч», а також Вищу музичну школу — відділення скрипки. За професійною освітою пані Гутич-Бєліца має ступінь філології англійської мови та літератури (кафедра англійської мови філософського факультету Ниського університету, 1997).
У її багатій професійній біографії, серед іншого, зазначено, що вона є постійним представником Боснії і Герцеговини при ІКАО (Міжнародна організація цивільної авіації), а з 2007 по 2009 рік вона була генеральним секретарем Державної комісії Боснії і Герцеговини у справах ЮНЕСКО.
У 2009—2013 рр. — Надзвичайний і Повноважний Посол Боснії і Герцеговини в Канаді та за сумісництвом на Кубі.
З 27 травня 2019 року — Надзвичайний і Повноважний Посол Боснії і Герцеговини в Угорщині.
З 21 лютого 2020 року — посол Боснії та Герцеговини в Республіці Молдова, за сумісництвом, з резиденцією в Будапешті. Вручила вірчі грамоти Президенту Республіки Молдова Ігорю Додону.
З 2021 року — Надзвичайний і Повноважний Посол Боснії і Герцеговини в Україні за сумісництвом, з резиденцією в Будапешті.
7 грудня 2021 року — вручила копії вірчих грамот заступнику міністра закордонних справ України Миколі Точицькому.
9 грудня 2021 року — вручила вірчі грамоти Президенту України Володимиру Зеленському.